# Син Вонхо
Шин Вон Хо (ханг.: 신원호; ханча: 申園昊, Shin Won Ho; 23 октября 1991, Сеул, Республика Корея) — корейский актёр, певец и модель. Дебютировал в 2011 году в дораме «Овощной магазин холостяка». В 2012 году дебютировал в составе бой-бенда Cross Gene. Наибольшей известности добился благодаря съёмкам в сериале KBS «Большой».

## Биография
В 2007—2010 годах учился в средней школе Whimoon. С 2011 по 2014 учился в университета East Broadcasting Arts, в 2014 прослушал курс университета театрального искусства в Сеуле.
Син Вон Хо дебютировал как актёр в фильме Bean Pole с G-Dragon в августе 2011 года, а затем участвовал в других проектах. Звездой стал снявшись в корейском сериале «Большой». 14 июня 2012 года дебютировал в составе бой-бенда Cross Gene. Известен как Presh Gene.

## Фильмография

### Сериалы
- 2011 — Овощной магазин холостяка
- 2012 — «Большой» (англ. Big)
- 2012 — Run 60 / ラン 60
- 2015 — «Тайное послание» (англ. The Secret Message)
- 2015 — Знакомства в одиночестве
- 2016 — Счастливый брак (англ. Happy Marriage!?)
- 2016— 2017 — Легенда синего моря (англ. The Legend of the Blue Sea)
- 2018 — Докго-перезагрузка (англ. Dokgo-rewind)

### Фильмы
- 2012 — Run 60 - Game Over
- 2014 — «Зедд» (англ. Zedd)

## Награды
- Korean Hallyu Awards: Best Male Model Advertising
- Korean Hallyu Awards: Best Rookie Actor